# Drabivka, Korsun-Șevcenkivskîi
Drabivka (în ucraineană Драбівка) este o comună în raionul Korsun-Șevcenkivskîi, regiunea Cerkasî, Ucraina, formată numai din satul de reședință.

## Demografie
Componența lingvistică a comunei Drabivka
     Ucraineană (98,97%)
     Alte limbi (1,03%)
Conform recensământului din 2001, majoritatea populației comunei Drabivka era vorbitoare de ucraineană (98,97%), existând în minoritate și vorbitori de alte limbi.